# Ciryl Gane
Ciryl Gane (La Roche-sur-Yon, 12 de abril de 1990) é um ator e lutador francês de artes marciais mistas (MMA) que atualmente compete na categoria peso-pesado do UFC, onde foi campeão interino em 2021. Gane é profissional no MMA desde 2018.

## Vida pessoal
Gane é filho de pai guadalupense e mãe nativa francesa. Já foi companheiro de equipe do lutador peso pesado do UFC Francis Ngannou.

## Carreira no MMA

### UFC
Gane foi contratado pelo UFC com um cartel de apenas 3-0. Ele fez sua estreia contra o brasileiro Raphael Pessoa em 10 de Agosto de 2019 no UFC Fight Night: Shevchenko vs. Carmouche 2. Gane venceu a luta via finalização no primeiro round com um katagatame.
Gane enfrentou o americano Don'Tale Mayes em 26 de Outubro de 2019 no UFC Fight Night: Maia vs. Askren. Após dominar o adversário nos dois primeiros rounds, Gane encaixou uma chave de calcanhar, aos 4:46 do terceiro round.
Ele voltou ao octógono para enfrentar Tanner Boser em 21 de Dezembro de 2019 no UFC Fight Night: Edgar vs. The Korean Zombie. Gane venceu por decisão unânime (30-26, 30-26 e 30-26).

## Campeonatos e realizações

### MMA
- Ultimate Fighting Championship
  - Performance da Noite (Uma vez) vs. Don'Tale Mayes
- TKO
  - Campeão Peso Pesado do TKO (Uma vez)
    - Duas defesas de cinturão

## Cartel no MMA
| Cartel no MMA   |             |           |
| 11 lutas        | 10 vitórias | 1 derrota |
| Por nocaute     | 4           | 0         |
| Por finalização | 3           | 0         |
| Por decisão     | 3           | 1         |

| Res.    | Cartel | Oponente              | Método                               | Evento                                       | Data       | Round | Tempo | Local               | Notas                                                                |
| ------- | ------ | --------------------- | ------------------------------------ | -------------------------------------------- | ---------- | ----- | ----- | ------------------- | -------------------------------------------------------------------- |
| Vitória | 12-2   | Sergey Spivak         | Nocaute Técnico (socos)              | UFC Fight Night: Gane vs. Spivak             | 02/09/2023 | 2     | 3:44  | Paris               | Performance da Noite.                                                |
| Derrota | 11-2   | Jon Jones             | Finalização (guilhotina)             | UFC 285: Jones vs. Gane                      | 04/03/2023 | 1     | 2:04  | Las Vegas, Nevada   | Pelo Cinturão Peso Pesado Vago do UFC.                               |
| Vitória | 11-1   | Tai Tuivasa           | Nocaute (chutes no corpo e socos)    | UFC Fight Night: Gane vs. Tuivasa            | 03/09/2022 | 3     | 4:23  | Paris               | Luta da Noite.                                                       |
| Derrota | 10-1   | Francis Ngannou       | Decisão (unânime)                    | UFC 270: Ngannou vs. Gane                    | 22/01/2022 | 5     | 5:00  | Anaheim, California | Unificação do Cinturão Peso Pesado do UFC.                           |
| Vitória | 10-0   | Derrick Lewis         | Nocaute Técnico (socos)              | UFC 265: Lewis vs. Gane                      | 07/08/2021 | 3     | 4:11  | Houston, Texas      | Ganhou o Cinturão Peso Pesado Interino do UFC; Performance da Noite. |
| Vitória | 9-0    | Alexander Volkov      | Decisão (unânime)                    | UFC Fight Night: Gane vs. Volkov             | 26/06/2021 | 5     | 5:00  | Enterprise, Nevada  |                                                                      |
| Vitória | 8-0    | Jairzinho Rozenstruik | Decisão (unânime)                    | UFC Fight Night: Rozenstruik vs. Gane        | 27/02/2021 | 5     | 5:00  | Las Vegas, Nevada   |                                                                      |
| Vitória | 7-0    | Júnior dos Santos     | Nocaute Técnico (cotovelada e socos) | UFC 256: Figueiredo vs. Moreno               | 12/12/2020 | 2     | 2:34  | Las Vegas, Nevada   |                                                                      |
| Vitória | 6-0    | Tanner Boser          | Decisão (unânime)                    | UFC Fight Night: Edgar vs. The Korean Zombie | 21/12/2019 | 3     | 5:00  | Busan               |                                                                      |
| Vitória | 5-0    | Don'Tale Mayes        | Finalização (chave de calcanhar)     | UFC Fight Night: Maia vs. Askren             | 26/10/2019 | 3     | 4:46  | Kallang             | Performance da Noite.                                                |
| Vitória | 4-0    | Raphael Pessoa        | Finalização (katagatame)             | UFC Fight Night: Shevchenko vs. Carmouche 2  | 10/08/2019 | 1     | 4:12  | Montevidéu          | Estreia no UFC.                                                      |
| Vitória | 3-0    | Roggers Souza         | Nocaute Técnico (socos)              | TKO 48 - Souza vs. Gane                      | 24/05/2019 | 1     | 4:26  | Montreal, Quebec    | Defendeu o Cinturão Peso Pesado do TKO.                              |
| Vitória | 2-0    | Adam Dyczka           | Nocaute Técnico (socos)              | TKO 44 - Hunter vs. Barriault                | 21/09/2018 | 2     | 4:57  | Montreal, Quebec    | Defendeu o Cinturão Peso Pesado do TKO.                              |
| Vitória | 1-0    | Bobby Sullivan        | Finalização (guilhotina)             | TKO MMA - TKO Fight Night 1                  | 02/08/2018 | 1     | 1:42  | Montreal, Quebec    | Ganhou o Cinturão Peso Pesado do TKO.                                |